# Heidekrautbahn
| VT 734 kurz nach Verlassen des Haltepunkts Lottschesee | |                                                           |                                                           |
| Streckennummer (DB): | 6500 (Abzw Schönwalde–Wensickendorf) 6501 (Berlin-Wilhelmsruh–Abzw Schönwalde) 6502 (Basdorf–Groß Schönebeck) 6503 (Wensickendorf–Liebenwalde) |                                                           |                                                           |
| Kursbuchstrecke (DB): | 209.27 |                                                           |                                                           |
| Kursbuchstrecke: | 97d (1934) 107 (1946) |                                                           |                                                           |
| Streckenlänge: | 60,4 km |                                                           |                                                           |
| Spurweite: | 1435 mm (Normalspur) |                                                           |                                                           |
| Streckenklasse: | C4 |                                                           |                                                           |
| | |                                                           |                                                           |
| \| \| 24,1 \| Groß Schönebeck \| Groß Schönebeck \| \| \| 20,9 \| Klandorf \| Klandorf \| \| \| \| Oder-Havel-Kanal \| \| \| \| \| Finowkanal \| \| \| \| 16,8 \| Ruhlsdorf-Zerpenschleuse (ehem. Bf) \| Ruhlsdorf-Zerpenschleuse (ehem. Bf) \| \| \| 12,3 \| Lottschesee \| Lottschesee \| \| \| 9,4 \| Klosterfelde \| Klosterfelde \| \| \| 5,5 \| Wandlitzsee (ehem. Bf) \| Wandlitzsee (ehem. Bf) \| \| \| 4,0 \| Wandlitz \| Wandlitz \| \| \| 1,8 \| Sonderzug-Bahnsteig Walter Ulbrichts \| Sonderzug-Bahnsteig Walter Ulbrichts \| \| \| 36,3 00,0 \| Liebenwalde \| Liebenwalde \| \| \| \| Finowkanal \| \| \| \| 34,9 00,0 \| Sandberge \| Sandberge \| \| \| \| Oder-Havel-Kanal \| \| \| \| 32,4 00,0 \| Kreuzbruch \| Kreuzbruch \| \| \| 26,4 00,0 \| Zehlendorf (b Oranienburg) \| Zehlendorf (b Oranienburg) \| \| \| \| von Oranienburg \| \| \| \| 68,7 27,8 00,0 \| Schmachtenhagen \| Schmachtenhagen \| \| \| \| \| \| \| \| 63,9 23,0 00,0 \| Wensickendorf (ehem. Bf) \| Wensickendorf (ehem. Bf) \| \| \| 61,2 20,3 00,0 \| Zühlsdorf \| Zühlsdorf \| \| \| \| \| \| \| \| \| \| \| \| \| 58,3 17,4 00,0 \| Basdorf \| Basdorf \| \| \| \| \| \| \| \| 54,8 13,7 00,0 \| Abzw Schönwalde (Barnim) \| Abzw Schönwalde (Barnim) \| \| \| \| nach Berlin-Karow \| \| \| \| 13,2 00,0 \| Schönwalde (Barnim) \| Schönwalde (Barnim) \| \| \| 10,1 00,0 \| Mühlenbeck \| Mühlenbeck \| \| \| \| \| \| \| \| \| Berliner Außenring und S-Bahn Blankenburg–Hohen Neuendorf \| \| \| \| \| \| \| \| \| \| Tegeler Fließ \| \| \| \| 8,1 00,0 \| Schildow-Mönchmühle \| Schildow-Mönchmühle \| \| \| 6,9 00,0 \| Schildow \| Schildow \| \| \| \| Tegeler Fließ \| \| \| \| \| Landesgrenze Brandenburg / Berlin \| \| \| \| 4,6 00,0 \| Berlin-Blankenfelde \| Berlin-Blankenfelde \| \| \| \| Industriebahn Tegel–Friedrichsfelde \| \| \| \| \| von der Industriebahn \| \| \| \| 2,6 00,0 \| Berlin-Rosenthal \| Berlin-Rosenthal \| \| \| 2,0 00,0 \| Märkisches Viertel \| Märkisches Viertel \| \| \| \| Nordgraben \| \| \| \| \| Anschlussgleis zum PankowPark \| \| \| \| 1,0 00,0 \| Werkbf Bergmann-Borsig \| Werkbf Bergmann-Borsig \| \| \| \| \| \| \| \| \| Berliner Nordbahn von Oranienburg \| \| \| \| 0,1 00,0 \| Berlin-Wilhelmsruh (ab 2025 oder 2026) \| Berlin-Wilhelmsruh (ab 2025 oder 2026) \| \| \| \| Berliner Nordbahn nach Berlin \| \| \| \| 0,0 00,0 \| Berlin-Wilhelmsruh (NBE) (bis 1961) \| Berlin-Wilhelmsruh (NBE) (bis 1961) \| \| \| \| nach Berlin-Schönholz \| \| | |                                                           |                                                           |
| Kopfbahnhof Streckenanfang | 24,1 | Groß Schönebeck                                           | Groß Schönebeck                                           |
| Haltepunkt / Haltestelle | 20,9 | Klandorf                                                  | Klandorf                                                  |
| Brücke über Wasserlauf | | Oder-Havel-Kanal                                          | Oder-Havel-Kanal                                          |
| Brücke über Wasserlauf | | Finowkanal                                                | Finowkanal                                                |
| Haltepunkt / Haltestelle | 16,8 | Ruhlsdorf-Zerpenschleuse (ehem. Bf)                       | Ruhlsdorf-Zerpenschleuse (ehem. Bf)                       |
| Haltepunkt / Haltestelle | 12,3 | Lottschesee                                               | Lottschesee                                               |
| Bahnhof | 9,4 | Klosterfelde                                              | Klosterfelde                                              |
| Haltepunkt / Haltestelle | 5,5 | Wandlitzsee (ehem. Bf)                                    | Wandlitzsee (ehem. Bf)                                    |
| Bahnhof | 4,0 | Wandlitz                                                  | Wandlitz                                                  |
| ehemalige Blockstelle | 1,8 | Sonderzug-Bahnsteig Walter Ulbrichts                      | Sonderzug-Bahnsteig Walter Ulbrichts                      |
| Kopfbahnhof Streckenanfang (Strecke außer Betrieb) · Strecke | 36,3 00,0 | Liebenwalde                                               | Liebenwalde                                               |
| Brücke über Wasserlauf (Strecke außer Betrieb) · Strecke | | Finowkanal                                                | Finowkanal                                                |
| Haltepunkt / Haltestelle (Strecke außer Betrieb) · Strecke | 34,9 00,0 | Sandberge                                                 | Sandberge                                                 |
| Brücke über Wasserlauf (Strecke außer Betrieb) · Strecke | | Oder-Havel-Kanal                                          | Oder-Havel-Kanal                                          |
| Haltepunkt / Haltestelle (Strecke außer Betrieb) · Strecke | 32,4 00,0 | Kreuzbruch                                                | Kreuzbruch                                                |
| Haltepunkt / Haltestelle (Strecke außer Betrieb) · Strecke | 26,4 00,0 | Zehlendorf (b Oranienburg)                                | Zehlendorf (b Oranienburg)                                |
| Strecke von rechts (außer Betrieb) · Strecke (außer Betrieb) · Strecke | | von Oranienburg                                           | von Oranienburg                                           |
| Haltepunkt / Haltestelle Strecke bis hier außer Betrieb · Strecke (außer Betrieb) · Strecke | 68,7 27,8 00,0 | Schmachtenhagen                                           | Schmachtenhagen                                           |
| Strecke nach links · Abzweig ehemals geradeaus und von rechts · Strecke | |                                                           |                                                           |
| Haltepunkt / Haltestelle · Strecke | 63,9 23,0 00,0 | Wensickendorf (ehem. Bf)                                  | Wensickendorf (ehem. Bf)                                  |
| Haltepunkt / Haltestelle · Strecke | 61,2 20,3 00,0 | Zühlsdorf                                                 | Zühlsdorf                                                 |
| Abzweig geradeaus und von links · Strecke nach rechts | |                                                           |                                                           |
| | |                                                           |                                                           |
| Bahnhof | 58,3 17,4 00,0 | Basdorf                                                   | Basdorf                                                   |
| | |                                                           |                                                           |
| Blockstelle | 54,8 13,7 00,0 | Abzw Schönwalde (Barnim)                                  | Abzw Schönwalde (Barnim)                                  |
| Abzweig geradeaus und nach links | | nach Berlin-Karow                                         | nach Berlin-Karow                                         |
| ehemaliger Bahnhof | 13,2 00,0 | Schönwalde (Barnim)                                       | Schönwalde (Barnim)                                       |
| ehemaliger Bahnhof | 10,1 00,0 | Mühlenbeck                                                | Mühlenbeck                                                |
| | |                                                           |                                                           |
| Kreuzung geradeaus unten | | Berliner Außenring und S-Bahn Blankenburg–Hohen Neuendorf | Berliner Außenring und S-Bahn Blankenburg–Hohen Neuendorf |
| | |                                                           |                                                           |
| Brücke über Wasserlauf | | Tegeler Fließ                                             | Tegeler Fließ                                             |
| ehemaliger Haltepunkt / Haltestelle | 8,1 00,0 | Schildow-Mönchmühle                                       | Schildow-Mönchmühle                                       |
| ehemaliger Bahnhof | 6,9 00,0 | Schildow                                                  | Schildow                                                  |
| Brücke über Wasserlauf | | Tegeler Fließ                                             | Tegeler Fließ                                             |
| Grenze | | Landesgrenze Brandenburg / Berlin                         | Landesgrenze Brandenburg / Berlin                         |
| ehemaliger Bahnhof | 4,6 00,0 | Berlin-Blankenfelde                                       | Berlin-Blankenfelde                                       |
| Kreuzung geradeaus unten (Querstrecke außer Betrieb) | | Industriebahn Tegel–Friedrichsfelde                       | Industriebahn Tegel–Friedrichsfelde                       |
| Abzweig geradeaus und ehemals von rechts | | von der Industriebahn                                     | von der Industriebahn                                     |
| ehemaliger Bahnhof | 2,6 00,0 | Berlin-Rosenthal                                          | Berlin-Rosenthal                                          |
| ehemaliger Haltepunkt / Haltestelle | 2,0 00,0 | Märkisches Viertel                                        | Märkisches Viertel                                        |
| Brücke über Wasserlauf | | Nordgraben                                                | Nordgraben                                                |
| Abzweig ehemals geradeaus und nach rechts | | Anschlussgleis zum PankowPark                             | Anschlussgleis zum PankowPark                             |
| Haltepunkt / Haltestelle (Strecke außer Betrieb) | 1,0 00,0 | Werkbf Bergmann-Borsig                                    | Werkbf Bergmann-Borsig                                    |
| Abzweig geradeaus und nach links (Strecke außer Betrieb) · Strecke von rechts (außer Betrieb) | |                                                           |                                                           |
| Strecke von rechts · Abzweig geradeaus und von rechts (Strecke außer Betrieb) · Strecke (außer Betrieb) | | Berliner Nordbahn von Oranienburg                         | Berliner Nordbahn von Oranienburg                         |
| S-Bahn-Halt · Bahnhof (Strecke außer Betrieb) · Strecke (außer Betrieb) | 0,1 00,0 | Berlin-Wilhelmsruh (ab 2025 oder 2026)                    | Berlin-Wilhelmsruh (ab 2025 oder 2026)                    |
| Strecke · Strecke (außer Betrieb) · Strecke (außer Betrieb) | | Berliner Nordbahn nach Berlin                             | Berliner Nordbahn nach Berlin                             |
| Bahnhof (Strecke außer Betrieb) | 0,0 00,0 | Berlin-Wilhelmsruh (NBE) (bis 1961)                       | Berlin-Wilhelmsruh (NBE) (bis 1961)                       |
| Strecke (außer Betrieb) | | nach Berlin-Schönholz                                     | nach Berlin-Schönholz                                     |

Die Heidekrautbahn ist eine Eisenbahnstrecke, die aus dem Norden Berlins über Basdorf in die Landkreise Oberhavel und Barnim in Brandenburg führt. Sie wird von der Niederbarnimer Eisenbahn (NEB) betrieben.

## Verlauf

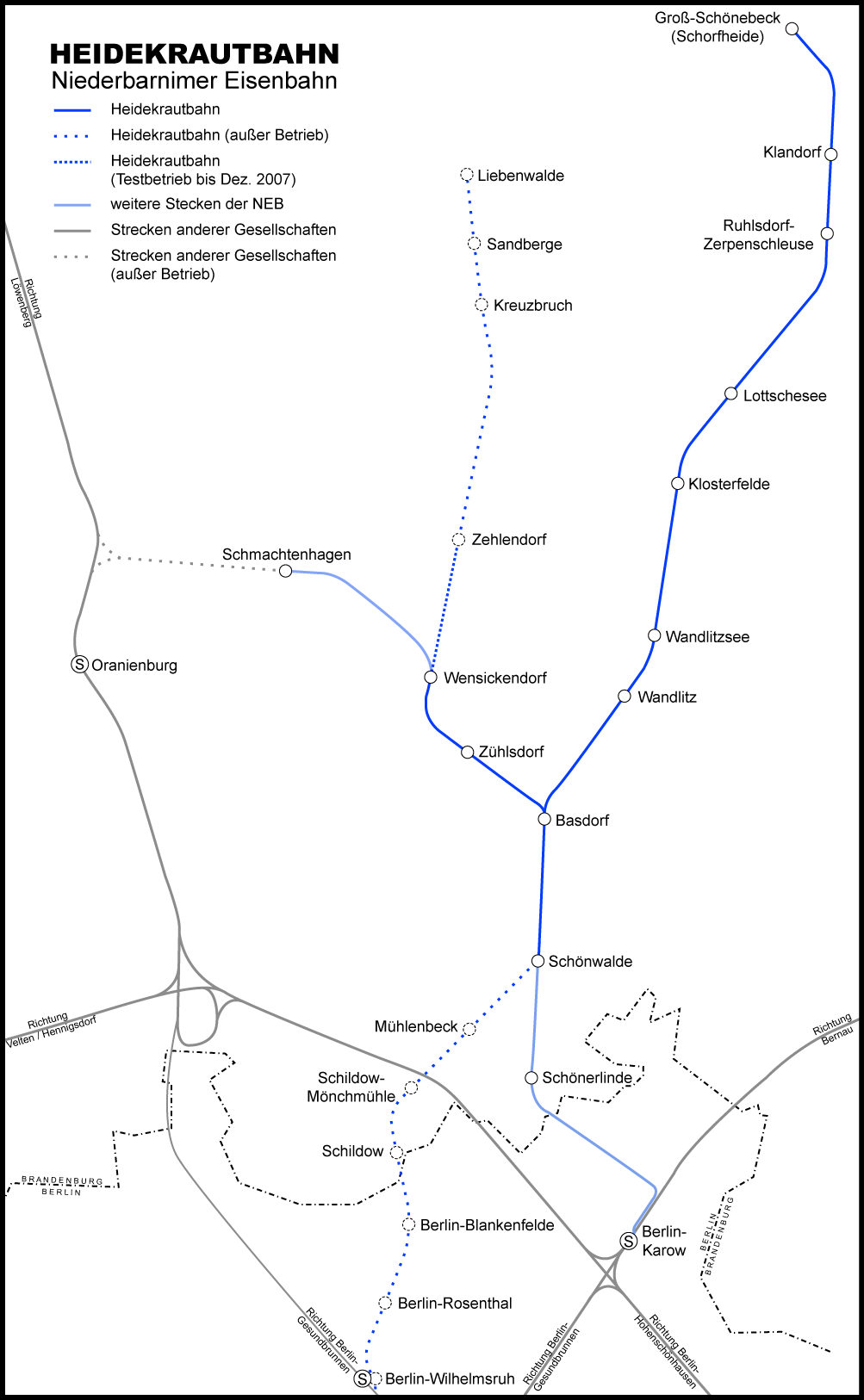
Streckenverlauf der Heidekrautbahn

Ausgangspunkt der ursprünglichen Heidekrautbahn war der Bahnhof Berlin-Wilhelmsruh. Mit dem Bau der Berliner Mauer wurde der Bahnhof geschlossen und Gleise in diesem Bereich abgebaut. Ein Streckenabschnitt bis zum Werk Pankow der Stadler Rail, früher Sitz eines Werkes der Firma Bergmann-Borsig, blieb erhalten. Ab hier besteht noch gelegentlicher Güterverkehr. Die Strecke führt weiter entlang der Grenze des Bezirks Pankow zum Bezirk Reinickendorf, vorbei am Märkischen Viertel. Ab hier gibt es gelegentliche Sonderfahrten auf der Strecke. Die Heidekrautbahn führt weiter in nördlicher, später nordöstlicher Richtung über Berlin-Blankenfelde, Schildow, Mühlenbeck nach Schönwalde. Nördlich des dortigen Bahnhofs mündet eine 1950 gebaute Verbindungsstrecke vom Bahnhof Berlin-Karow, über die die Orte an der Heidekrautbahn mit Berlin verbunden sind.
Im Bahnhof Basdorf verzweigt sich die Heidekrautbahn in zwei Streckenäste. Der westliche Ast mit den Stationen Zühlsdorf (in Betrieb), Wensickendorf (in Betrieb), Zehlendorf (b Oranienburg) (probeweise von 16. April bis 31. Dezember 2007 in Betrieb), Kreuzbruch und Sandberge führte ursprünglich nach Liebenwalde und ist seit dem 1. Dezember 1997 nur noch bis Wensickendorf in Betrieb. Bis Wensickendorf fährt stündlich ein Zug. An Wochenenden zweigen die Züge in Wensickendorf auf die Strecke nach Fichtengrund ab und werden zum Haltepunkt Schmachtenhagen weitergeführt. In Richtung Nordosten führt die Strecke nach Groß Schönebeck über die Bahnhöfe Wandlitz, Wandlitzsee, Klosterfelde, Lottschesee, Ruhlsdorf-Zerpenschleuse und Klandorf. Bis Klosterfelde wird sie stündlich, bis Groß Schönebeck im Zweistundentakt bedient.

## Geschichte

### Name
Die Bezeichnung Heidekrautbahn beruht darauf, dass viele Berliner die Bahn zu Ausflügen in die Schorfheide nutzten und der Endpunkt der Strecke, die Ortschaft Groß Schönebeck, als Tor zur Schorfheide gilt.

### 1901 bis 1945

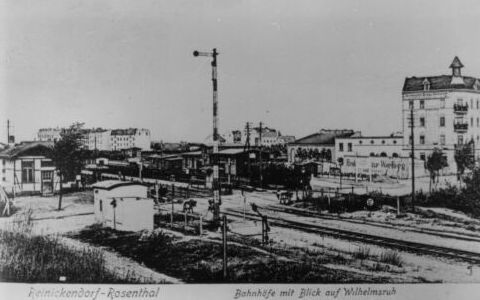
Bahnhof Wilhelmsruh im Jahr 1903

Die Reinickendorf-Liebenwalder-Groß Schönebecker Eisenbahn-Aktien-Gesellschaft, gegründet von den angrenzenden Gemeinden in Berlin und dem Landkreis Niederbarnim, plante und baute die Heidekrautbahn 1901. Der ursprüngliche Berliner Ausgangspunkt war ein eigener Bahnhof neben dem Bahnhof Reinickendorf-Rosenthal der Berliner Nordbahn (später Berlin-Wilhelmsruh), beide ebenerdig. Die Bahn führte von dort eingleisig über die Stationen Rosenthal, Blankenfelde, Schildow, Mühlenbeck und Schönwalde nach Basdorf. Dort teilte sich die Strecke. Ein Ast führte nach Liebenwalde über Zühlsdorf, Wensickendorf, Zehlendorf (b Oranienburg) und Kreuzbruch. Der Hauptast führte von Basdorf nach Groß Schönebeck am Rand der Schorfheide mit Zwischenhalten in Wandlitz, Klosterfelde, Zerpenschleuse und Klandorf. Die Strecke mit beiden Abschnitten wurde am 20. Mai 1905 eingeweiht und am 21. Mai in Betrieb genommen.
Mit dem Bau der Bergmann Elektrizitätswerke nach 1907 erhielt der Bahnhof Reinickendorf-Rosenthal (ab 1937 Berlin-Wilhelmsruh) ein Anschlussgleis für diese Fabrik. Weitere Zwischenstationen gingen am Jahresende 1905 (Wandlitzsee), 1927 (Schildow-Mönchmühle) und 1933 (Lottschesee) in Betrieb. Nach dem Zweiten Weltkrieg folgte im Jahr 1947 noch ein Haltepunkt im südlichen Teil von Liebenwalde, der später den Namen Sandberge erhielt. Zwischen 1912 und 1941 beförderte die Heidekrautbahn neben einer wachsenden Anzahl von Fahrgästen rund 5,8 Millionen Tonnen Güter.
Der Endbahnhof der Strecke, Groß Schönebeck, war 1939 Kulisse für den Spielfilm Salonwagen E 417, in dem er den Bahnhof „Dingskirchen“ darstellt.
Im Bahnhofsbereich Wilhelmsruh wurde zum 21. März 1939 ein neues Empfangsgebäude der Heidekrautbahn in Betrieb genommen, weil das Fahrgastaufkommen in kurzer Zeit um mehr als das Dreifache gestiegen war. Das Bahnhofsgebäude hatte seine Grundfläche gegenüber der vorherigen Schalterhalle fast verzehnfacht. Zur Aufrechterhaltung des Verkehrs mussten nun ehemalige Eisenbahner reaktiviert werden, weil Eisenbahner im regulären Arbeitsalter zur Wehrmacht eingezogen wurden. Im August 1940 kamen auch erste Kriegsgefangene zur Bahnunterhaltung und im Werkstättendienst zum Einsatz. Außerdem lieh sich der NEB drei Tenderlokomotiven und zehn dreiachsige Personenwagen von der Deutschen Reichsbahn. Am 31. Dezember 1941 verfügte die NEB über 12 (+3) Dampflokomotiven, 4 Triebwagen, 2 Diesel-Kleinlokomotiven, 37 (+24) Personenwagen und 12 Triebwagen-Beiwagen.
Kurz vor Kriegsende 1945 musste der Bahnverkehr der Heidekrautbahn wegen zunehmender Luftangriffe, Zerstörungen und der Sprengung von Brücken komplett eingestellt werden.

### 1945 bis 1990: Sowjetische Besatzungszone und DDR
Bereits am 13. Juni 1945 konnten gemäß einer Sondergenehmigung der sowjetischen Stadtkommandantur die ersten zwei Zugpaare der Heidekrautbahn zwischen Basdorf und Wilhelmsruh wieder fahren. Die benötigten Mengen Steinkohle und Braunkohlenbriketts und das notwendige Zugpersonal wurden nach einem Antrag vom Reichsbevollmächtigten für Bahnaufsicht bereitgestellt und finanziert. Ab 9. Juli 1945 wurden die Strecken bis Kreuzbruch bzw. bis Ruhlsdorf-Zerpenschleuse dreimal wöchentlich in den regulären Verkehr aufgenommen. Neben Personen, die zur Arbeit fahren mussten, erfolgten auch auf der Heidekrautbahn Hamsterfahrten.
Die Brücke über den Oder-Havel-Kanal bei Zerpenschleuse, am Ende des Krieges zerstört, konnte am 1. Dezember 1949 wieder in Betrieb genommen werden, bis dahin endeten die Züge im Bahnhof Zerpenschleuse, über den Kanal verkehrte eine Personenfähre. Im Jahr 1950 wurde der Abschnitt bis Basdorf in den Berliner S-Bahn-Tarif einbezogen.
Infolge der Berliner Teilung befand sich der Bahnhof Wilhelmsruh der Heidekrautbahn auf Ost-Berliner Gebiet, während der S-Bahnhof auf Reinickendorfer Territorium, also auf West-Berliner Gebiet, lag.
Von 1950 bis 1952 bestand ein durchgehender Zugverkehr vom Stettiner Bahnhof/Nordbahnhof über Gesundbrunnen, das Anschlussgleis Schönholz-Wilhelmsruh (Klbf.) bis nach Basdorf. 1953 erhielt die Strecke einen neuen Haltepunkt südlich der Lessingstraße am Industriewerk Bergmann-Borsig für den Berufsverkehr.
Im Jahr 1950 wurde eine Neubaustrecke eröffnet, die von Bahnhof Berlin-Karow an der Bahnstrecke Berlin–Szczecin zur Berliner Nordbahn führte, an die sie bei Fichtengrund anschloss. Diese Strecke diente vor allem der Umfahrung West-Berlins. Zwischen Basdorf und Wensickendorf fuhren die Nordbahnzüge auf den Gleisen der Heidekrautbahn in Richtung Liebenwalde. Mit dem zweigleisigen Ausbau der Nordbahnstrecke entstand eine Unterführung für die Heidekrautbahn im Bereich zwischen Schildow-Mönchmühle und Mühlenbeck, die später als Umsteigepunkt geplant wurde.

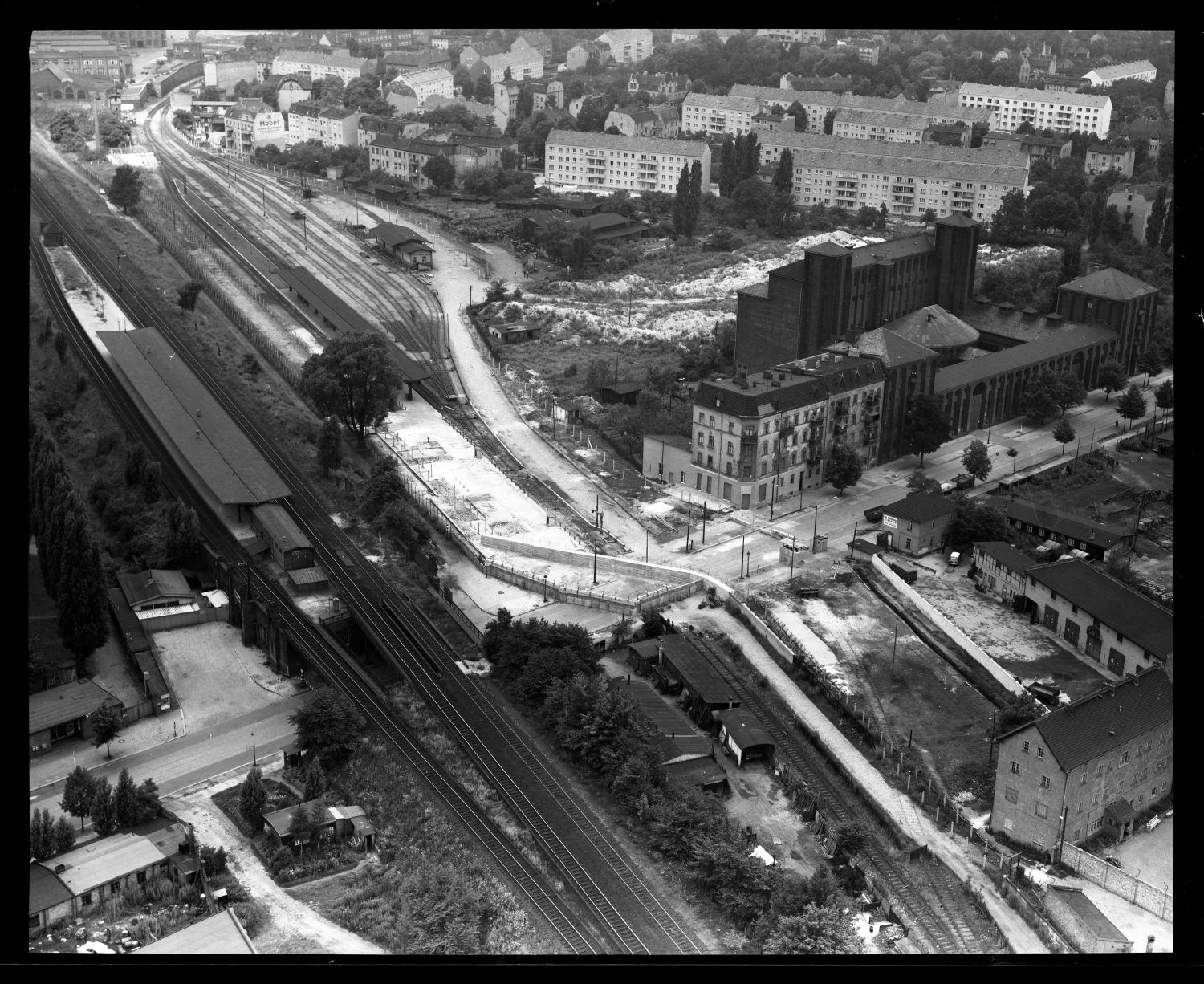
Bahnhof Wilhelmsruh nach dem Mauerbau

Nach dem Bau der Berliner Mauer 1961 lag der zwischen den Berliner Bezirken Pankow und Reinickendorf befindliche Streckenteil im Grenzstreifen auf Ost-Berliner Gebiet, woraufhin die Personenzüge von Basdorf kommend bereits in Schildow endeten. Für die Fahrgäste aus und nach Berlin verstärkte die BVG die Omnibus-Zubringerlinie mit dem U-Bahnhof Vinetastraße (Doppelstockbusse, Fahrplananpassung an den Takt der NEB).
Der Abschnitt der Strecke im Bereich Wilhelmsruh wurde abgebaut, der Kleinbahnhof in Wilhelmsruh, unmittelbar im Grenzgebiet gelegen, abgerissen. Das südliche Überführungsgleis zum Güterbahnhof Schönholz auf der Nordbahn und die Anbindungskurve zur Industriebahn unweit des ehemaligen Bahnhofs Rosenthal wurden ebenfalls abgebaut.
Für die Güterversorgung über das Anschlussgleis der Fabrik Bergmann-Borsig (nach 1990 Gewerbegebiet PankowPark) in Wilhelmsruh war die Strecke während der Teilung Berlins durchgängig in Betrieb. Dieses Anschlussgleis wird weiterhin von der im PankowPark angesiedelten Firma Stadler Rail genutzt, um über den südlichen Ast der Heidekrautbahn fertige Triebwagen über Basdorf zu transportieren.

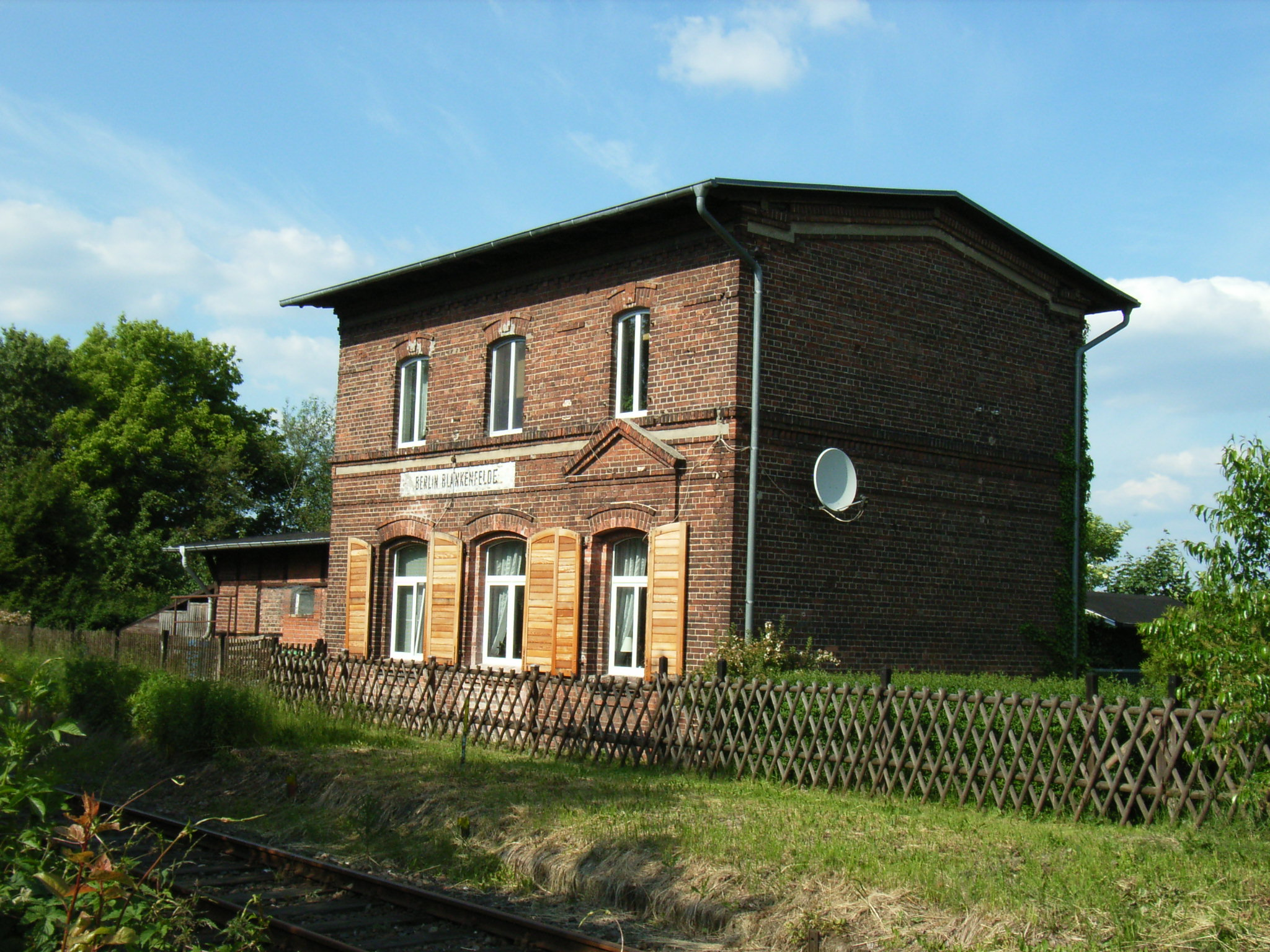
Von 1961 bis 1983 endete der Personenverkehr auf dem Stammast der Heidekrautbahn in Berlin-Blankenfelde.

In Blankenfelde wurde in dieser Zeit das Ladegleis verlängert und mithilfe einer zweiten Weiche eine Kehrmöglichkeit geschaffen. So konnte ab Jahresende 1961 Blankenfelde als End- und Startbahnhof genutzt werden. Die Arbeiter des Betriebes Bergmann-Borsig erreichten ihre Arbeitsplätze mit Omnibussen.
Mitte der 1960er Jahre wurde bei Streckenkilometer 1,8 des von Basdorf nach Groß Schönebeck führenden Streckenastes ein Bahnsteig errichtet. Er diente dazu, dass Walter Ulbricht in unmittelbarer Nähe der DDR-Politprominenz-Siedlung bei Wandlitz eine Aus- und Zustiegsmöglichkeit zu seinen Sonderzügen erhielt. Der Zug wurde im Bahnhof Basdorf bereitgestellt und zum Ein- und Aussteigen an den Bahnsteig geschoben.

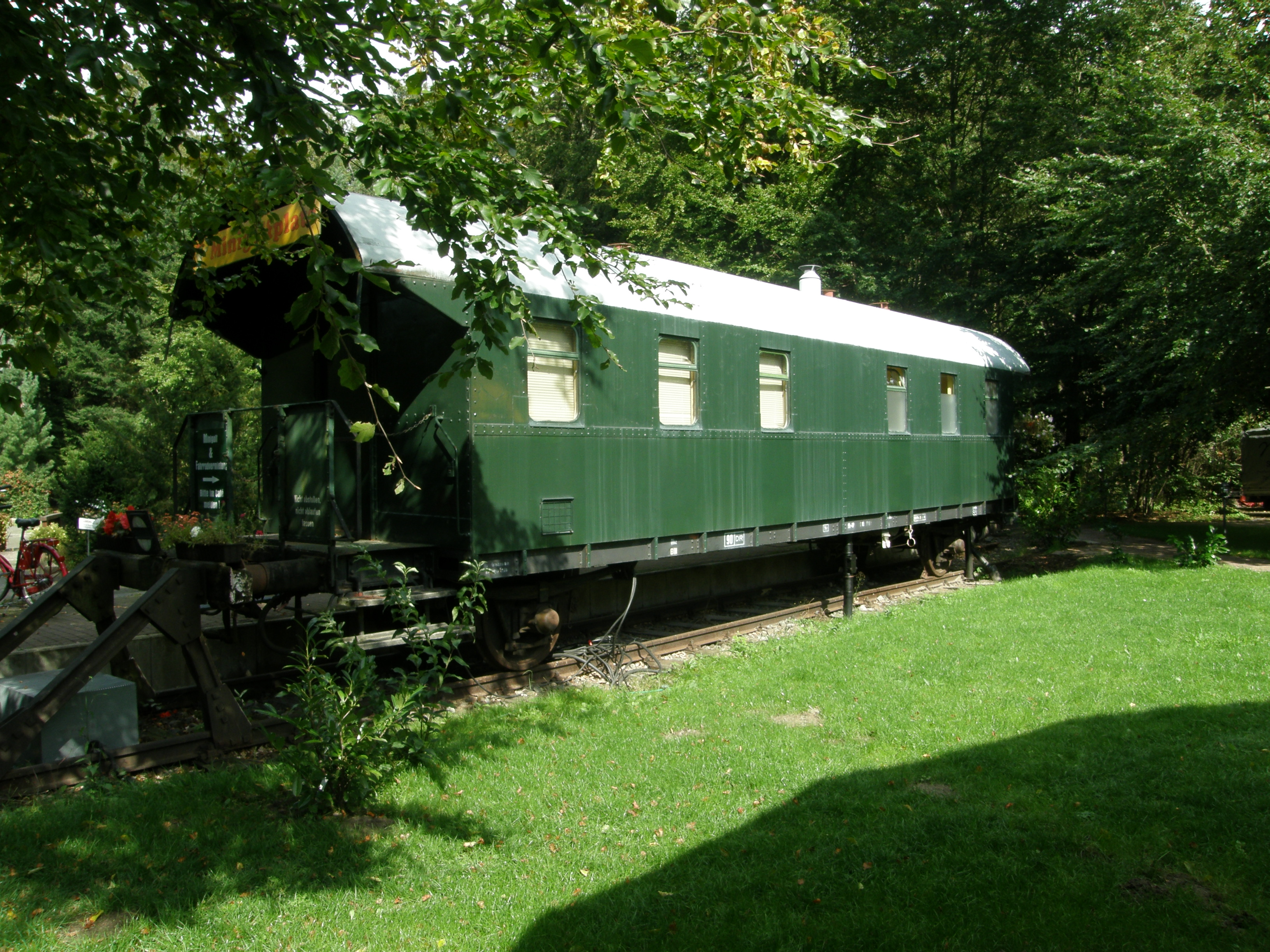
Abgestellter Sonderzug auf dem Gelände der Waldsiedlung

Die Personenzüge verkehrten seit dem 24. Dezember 1961 vom Bahnhof Basdorf statt in Richtung Mühlenbeck–Wilhelmsruh auf der 1950 eröffneten Umfahrungsstrecke zunächst nach Berlin-Blankenburg. Hier wurde kurzfristig ein provisorischer Fernbahnsteig eingerichtet, der etwa 100 Meter vom S-Bahnhof entfernt lag.
Die Beförderung der Personen und Güter erfolgte bis 1966 ausschließlich mit Dampflokomotiven der Baureihen 64, 74, 91 und 93. Erst danach nahm die Reichsbahn als Betreiber einen Traktionswechsel auf Diesellokomotiven vor.
Eine weitere Änderung erfolgte zum 2. Februar 1976, als ein direktes Umsteigen auf dem S-Bahnsteig in Karow ermöglicht wurde. Dieser Endbahnhof, auf dem die Züge in und aus Richtung Basdorf und die S-Bahn am gleichen Bahnsteig und Gleis halten, ist eine Besonderheit im Berliner S-Bahn-Netz. Zwischenstationen als Haltepunkte entstanden in Schönerlinde und Schönwalde. Auf der ursprünglichen Strecke zwischen Berlin-Blankenfelde und Basdorf verblieb ein geringer Personenverkehr (zuletzt vier bis fünf Zugpaare werktags), der am 28. Mai 1983 endete.

### Nach der Wiedervereinigung 1990 bis 2010
Nach der Wiedervereinigung erhielt der frühere Eigentümer der Heidekrautbahn, die Niederbarnimer Eisenbahn (NEB) mit Sitz in Berlin, die Infrastruktur der Strecken zurück, die zwischenzeitlich in die Verwaltung der Deutschen Reichsbahn übergegangen war. Zunächst übernahm die NEB im Jahr 1993 die Strecke zwischen Berlin-Wilhelmsruh und Basdorf; seit 1998 hat sie die vollen Eigentumsrechte auf allen ihrer früheren Strecken. Die NEB, der seit 1925 auch die Industriebahn Tegel–Friedrichsfelde gehörte, war weder durch die sowjetische Besatzungsmacht noch durch die DDR enteignet worden. Ihr Sitz befand sich während der Teilung Berlins in der Fontanestraße in Pankow, den im Westteil der Stadt befindlichen Grundbesitz verwaltete die dortige Betriebsstätte im Haus der Deutschen Ausgleichsbank treuhänderisch. Der Regionalverkehr wurde weiterhin von der Deutschen Reichsbahn NEB Betriebsgesellschaft mbH durchgeführt, ab 1994 von DB Regio, einer Tochtergesellschaft der Deutschen Bahn AG. Seit Dezember 2005 betreibt die NEB Betriebsgesellschaft mbH, eine Tochtergesellschaft der NEB, den Regionalzugverkehr auf den Strecken wieder selbst.
Zwischen 1999 und 2002 wurden die Strecke zwischen Berlin-Karow und Groß Schönebeck sowie die zugehörigen Bahnhöfe und Haltepunkte mit einem Aufwand von insgesamt 17 Millionen Euro saniert und die Streckengeschwindigkeit von 50 auf 80 km/h erhöht. Andererseits stellte der Betreiber am 1. Dezember 1997 den Personen- und Güterverkehr zwischen Wensickendorf und Liebenwalde ein, vor allem wegen maroder Brückenbauwerke, unter anderem über den Oder-Havel-Kanal. Das verbliebene Teilstück von Basdorf nach Wensickendorf wurde ab 2010 saniert und auf eine Streckengeschwindigkeit von 80 km/h gebracht. Für diese Arbeiten erhielt die NEB im Juli 2010 aus dem EU-Strukturfonds EFRE 1,7 Millionen Euro Fördermittel. Die Sanierung dieses Abschnitts sollte insgesamt 2,3 Millionen Euro kosten.
Ende 2010 wurde die Eisenbahnbrücke über den Oder-Havel-Kanal im stillgelegten Streckenabschnitt bei Kreuzbruch um 50 Zentimeter angehoben, um die Durchfahrtshöhe für die Schifffahrt zu verbessern. Dadurch können Frachtschiffe bei ihrer Fahrt westwärts zwei Lagen Container verlasten. Dies bedeutet bei dem größten zugelassenen Schiffstyp eine Zuladung von 96 zusätzlichen Containern.

### 2010er und 2020er

#### Wiederaufbau der Stammstrecke

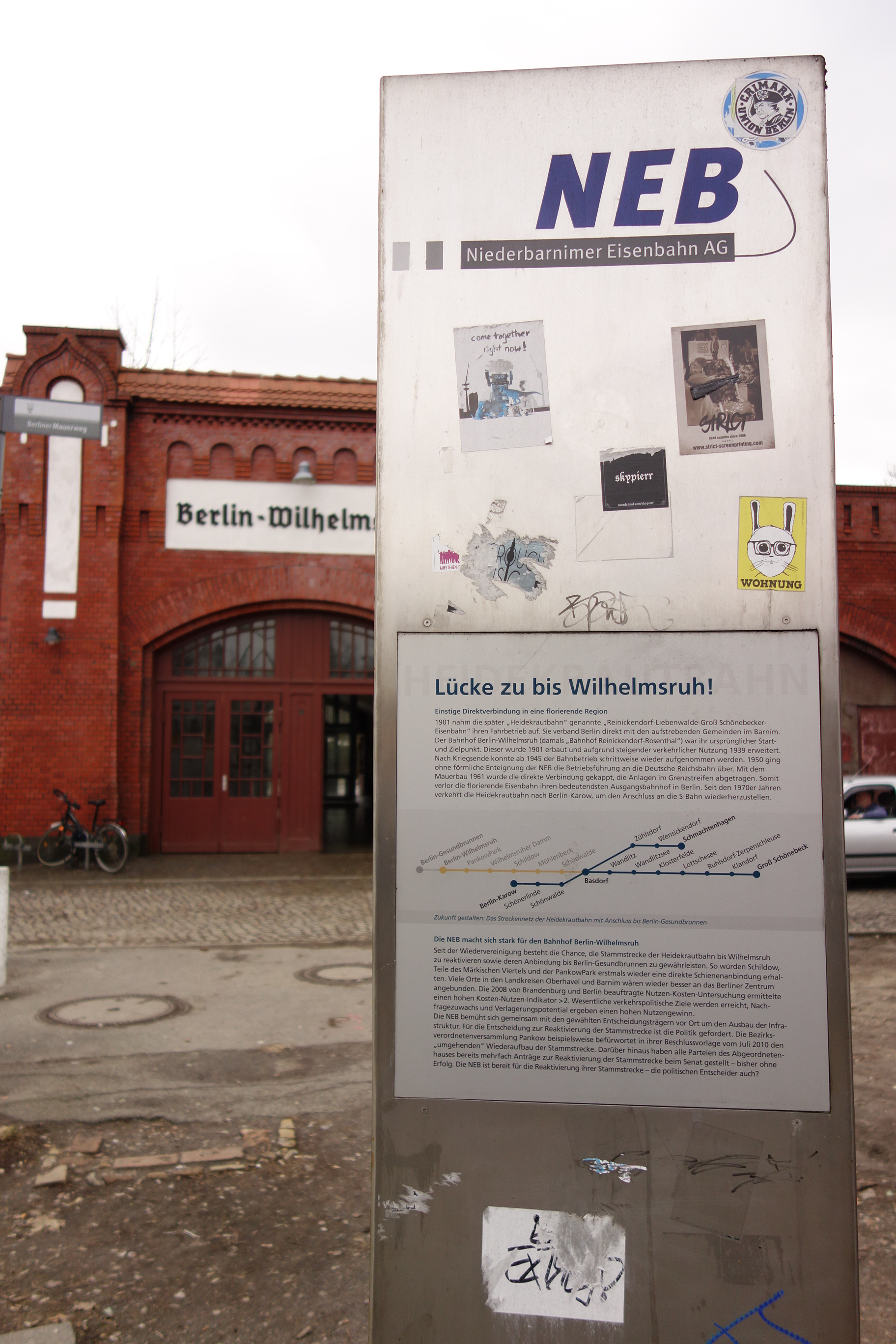
Infostele in Wilhelmsruh zum Wiederaufbau der Stammstrecke (2018)

In den 2000er Jahren stieß die NEB die Planung an, die Stammstrecke vom Märkischen Viertel bis zum Bahnhof Berlin-Wilhelmsruh wiederzuerrichten und den 1961 bzw. 1983 stillgelegten Personenverkehr auf der Strecke Basdorf–Wilhelmsruh–Gesundbrunnen wiederaufzunehmen. Durch den weiteren Wiederaufbau der Strecke Berlin–Stralsund bis Berlin-Wilhelmsruh würde auch das Märkische Viertel, neben einer potenziellen Verlängerung der U-Bahn-Linie U8, einen Schienenanschluss zur Innenstadt im 30-Minuten-Takt erhalten, mit einer Fahrzeit von etwa fünf Minuten bis Gesundbrunnen.
Im Jahr 2010 wurden Ergebnisse einer Voruntersuchung im Auftrag der Länder Berlin und Brandenburg bekannt. Hierbei wurden aus insgesamt 19 Varianten zur Einbindung der Heidekrautbahn nach Berlin vier Vorzugsvarianten ermittelt. Zwei dieser Varianten sahen lediglich eine Verlängerung der heute in Berlin-Karow endenden Züge entlang der Stettiner Bahn über einen möglichen Turmbahnhof am Karower Kreuz bis zum Bahnhof Berlin-Gesundbrunnen vor. Die anderen beiden Varianten unterstellten einen Wiederaufbau der Stammstrecke über den Bahnhof Berlin-Wilhelmsruh, jeweils mit und ohne zusätzlicher Linienverlängerung über die Stettiner Bahn. Als aus verkehrswirtschaftlicher Sicht – unter Berücksichtigung der nötigen Bestellerentgelte – günstigste Variante kristallisierte auch ein Wiederaufbau der Stammstrecke ohne Verlängerung der bestehenden Linie entlang der Stettiner Bahn heraus. Hierfür wurden Investitionskosten von 26,1 Millionen Euro veranschlagt, der Nutzen würde das 2,44fache der Kosten betragen. Gleichzeitig wird eine Steigerung der täglichen Fahrgastzahlen zwischen Basdorf und Berlin von 3000 auf 5000 erwartet. Haltepunkte sollen in Blankenfelde, Rosenthal, am Märkischen Viertel sowie am S-Bahnhof Wilhelmsruh und am Bahnhof Gesundbrunnen entstehen. Für die Reaktivierung setzen sich auch die Kommunale Arbeitsgemeinschaft (KAG) „Region Heidekrautbahn“ und der Landkreis Oberhavel ein. Die Wiedererrichtung der Strecke wurde vom Land Berlin in den Stadtentwicklungsplan Verkehr aufgenommen. Der zugehörige Planfeststellungsbeschluss für eine neue Station neben dem S-Bahnhof Berlin-Wilhelmsruh wurde Anfang 2011 veröffentlicht.
Am 12. August 2011 weihte die NEB am S-Bahnhof Wilhelmsruh eine Gedenkstele ein, die über die Geschichte und die Zukunft der Heidekrautbahn informiert.
Am 10. Januar 2019 unterzeichneten die Länder Berlin und Brandenburg sowie NEB eine Planungsvereinbarung. Diese umfasst Planungsleistungen in Höhe von 760.000 Euro für die Reaktivierung der Heidekrautbahn-Stammstrecke zwischen Berlin-Wilhelmsruh und Basdorf sowie daraus resultierende Anpassungen im restlichen NEB-Streckennetz. Über die Stammstrecke der Heidekrautbahn und darüber hinaus bis Klosterfelde und Berlin Gesundbrunnen soll ein Halbstundentakt ermöglicht werden, bei einer Streckengeschwindigkeit von 80 km/h. Neue Stationen sind in Berlin-Wilhelmsruh, Pankow Park, Wilhelmsruher Damm, Blankenfelde, Schildow, Schildow Nord, Mühlenbeck und Schönwalde West geplant. Die Bahnsteige sollen jeweils eine Länge von 140 m und eine Höhe von 76 cm über Schienenoberkante erhalten mit barrierefreien Zuwegungen über Rampen. Die Genehmigungsplanung sollte im Zeitraum August 2019 bis März 2020 erstellt werden, das zugehörige Plangenehmigungsverfahren wurde bisher jedoch noch nicht eingeleitet. Im März 2018 wurde die Vegetation auf der Trasse in Wilhelmsruh gerodet und der Bereich vermessen.
Die Bauarbeiten am Bahnhof Berlin-Wilhelmsruh begannen am 11. Dezember 2020 mit einem feierlichen ersten Spatenstich, der symbolisch durchgeführt wurde, da das Baurecht nur bis 2020 bestand.
Voruntersuchungen hatten zunächst einen Ein-Stunden-Takt auf der Stammstrecke als verkehrlich ausreichend erachtet. Im Rahmen der eisenbahnbetriebswissenschaftlichen Untersuchungen wurde dann von einem Zielzustand mit Halbstundentakt und Durchbindung zum Bahnhof Berlin-Gesundbrunnen ausgegangen. Die erste Baustufe bis zum Bahnhof Berlin-Wilhelmsruh ermöglicht zunächst einen Stundentakt, die für den Halbstundentakt nötigen Kreuzungsbahnhöfe sollen in der zweiten Baustufe errichtet werden. Eine Güterzug-Fahrplantrasse wird ergänzend vorgehalten. Über die derzeitige Streckenführung über Berlin-Karow sollen weiterhin zwei Fahrten pro Stunde angeboten werden, zukünftig jedoch mit einer Durchbindung nach Berlin-Gesundbrunnen, sodass im Zielzustand vier Fahrten pro Stunde nach Basdorf erfolgen.
Weder die zuerst geplante Betriebsaufnahme auf der Stammstrecke bis Ende 2023, noch dann bis Ende 2024 konnten gehalten werden. Erst November 2023 sind die Erörterungstermine nach der öffentlichen Auslegung der Planunterlagen abgeschlossen worden. Die anschließende Strecke bis Berlin-Gesundbrunnen soll bis 2032 ausgebaut werden, wofür im November 2021 eine Finanzierungsvereinbarung unterzeichnet wurde.
Im November 2024 startete die zweite Bauphase mit der Wiedererrichtung des Regionalbahnsteigs des Bahnhofs Wilhelmsruh. Mit einem Baustart der restlichen Strecke kann frühestens 2026 gerechnet werden, da aktuell (Stand Dezember 2024) kein Planfeststellungsbeschluss vorliegt.

#### Reaktivierung bis Liebenwalde
Die Stadt Liebenwalde stellte gemeinsam mit der NEB im Sommer 2019 eine Machbarkeitsstudie zur Reaktivierung des Streckenasts über Zehlendorf nach Liebenwalde vor. Darin wird von Baukosten in Höhe von 25 Millionen Euro ausgegangen, von denen etwa die Hälfte auf die beiden Kanalbrücken entfallen. Täglich 470 Reisende würden in Liebenwalde ein- und aussteigen. Darüber hinaus untersucht die Stadt, ob das dortige Bahnhofsgebäude zukünftig einen Seniorentreffpunkt und Büroräume beherbergen kann. Der Landkreis Oberhavel, die Städte Liebenwalde und Oranienburg sowie die NEB investieren gemeinsam mehr als 400.000 Euro in eine Voruntersuchung (Leistungsphasen 1 und 2), um die nötigen Infrastrukturmaßnahmen an der Strecke zu ermitteln. Ziel war zunächst die Aufnahme in den neuen Landesnahverkehrsplan 2023.

#### Wasserstoffbetrieb
Ende 2017 wurden Überlegungen für ein Pilotprojekt vorgestellt, vier Fahrzeuge vom Typ Coradia iLint des Herstellers Alstom auf der Heidekrautbahn einzusetzen und dabei einen Teil des Zugverkehrs von Diesel- auf Wasserstoffantrieb umzustellen. Dies brauche etwa 165 Tonnen Wasserstoff, reduziere den Dieselverbrauch um etwa 552.000 Liter und reduziere so den Ausstoß von CO2 um etwa 2.500 Tonnen pro Jahr. Im Falle einer Fördermittelzusage wurde ein Einsatz ab dem Jahr 2020 als denkbar angesehen. Im Mai 2021 wurde eine Förderung über 25 Millionen Euro bekannt, mittels derer ab Fahrplanwechsel im Dezember 2024 sechs brennstoffzellenbetriebene Züge mit regional produziertem Wasserstoff auf der Strecke betrieben werden sollen. Hiervon fließen neun Millionen Euro an die NEB zur Förderung der Zugbeschaffung, 13 Millionen Euro an Enertrag für den Aufbau eines Wasserstoffwerks und 2,5 Millionen Euro an die Kreiswerke Barnim für die Errichtung einer H2-Zug-Tankstelle. Den Auftrag zur Lieferung von sieben Wasserstoff-Brennstoffzellen-Triebzügen inkl. Instandhaltungs- und Ersatzteil-Leistungen erhielt Siemens Mobility. Die zweiteiligen Triebzüge des Typs Siemens Mireo Plus H wurden bis zum Herbst 2024 geliefert. Die Tankstelle konnte aufgrund von Lieferschwierigkeiten bei den Dispensern nicht rechtzeitig fertiggestellt werden, weshalb alternativ eine Belieferung über Trailer durch Enertrag erfolgt. Der Betrieb konnte planmäßig zum Fahrplanwechsel am 15. Dezember 2024 starten. Jedoch musste nach zwei Wochen der Betrieb für einige Tage eingeschränkt werden, da Enertrag nicht genügend Wasserstoff liefern konnte. Im August 2025 zogen die Betreiber allerdings eine größtenteils positive Bilanz.

#### Weitere Entwicklungen
Das denkmalgeschützte Gebäude des Bahnhofs Wensickendorf ist Ende März 2014 abgerissen worden, nachdem sich kein Käufer gefunden hatte.
Um dem begrenzten Platz zur Fahrradmitnahme in den Zügen Abhilfe zu schaffen, startete im Juli 2018 der Verleih von Pedelecs und Fahrrädern entlang der Strecke unter der Marke „NEB-Bikes“.

### Chronik der Betriebsführung und beförderte Personen
- ab 1901: Regierungs-Baumeister a. D. August Steinfeld
- 1902: 275.684 Fahrgäste[2]
- ab 1911: Becker & Co.
- ab 1. April 1913: Reinickendorf-Liebenwalder-Groß Schönebecker Eisenbahn-AG
- 1913: 770.235 Fahrgäste[2]
- ab 8. Januar 1927: Niederbarnimer Eisenbahn-AG (infolge Umbenennung)
- 1933: 681.000 Fahrgäste[2]
- 1942: 4.629.682 Fahrgäste[2]
- ab 1. Juli 1950: Deutsche Reichsbahn (damit unentgeltliche Streckenübernahme durch DR)
- ab 1994: Deutsche Bahn AG, DB Regio
- 12. Juli 1994: nach dem Mauerfall begann auf der NEB-Strecke auch der reguläre Güterverkehr wieder: Spezial-Zweiseitenkippwagen transportierten etliche Tonnen Baumaterial zu einer neu errichteten Tiefentladestation am Bahnhof Wandlitz[45]
- Anfang 1996 übernahm die NEB-Gesellschaft den Streckenabschnitt Wilhelmsruh–Abzweig Schönwalde, um ihn wieder einsatzfähig zu machen[46]
- Am 1. September 1998 wurde Stammstrecke wieder vollständig der NEB übergeben.
- Zum 1. Juli 2000 erwarb die NEB die Umfahrungsstrecke Karow–Schönwalde von der Deutschen Bahn AG.
- Zum 31. Dezember 2001 erwarb die NEB auch den zur Umgehungsbahn gehörigen Streckenabschnitt Wensickendorf–Schmachtenhagen.
- ab Dezember 2005: Niederbarnimer Eisenbahn Betriebsgesellschaft GmbH (100-prozentige Tochter der NEB AG)

## Betrieb

### Tagesverkehr

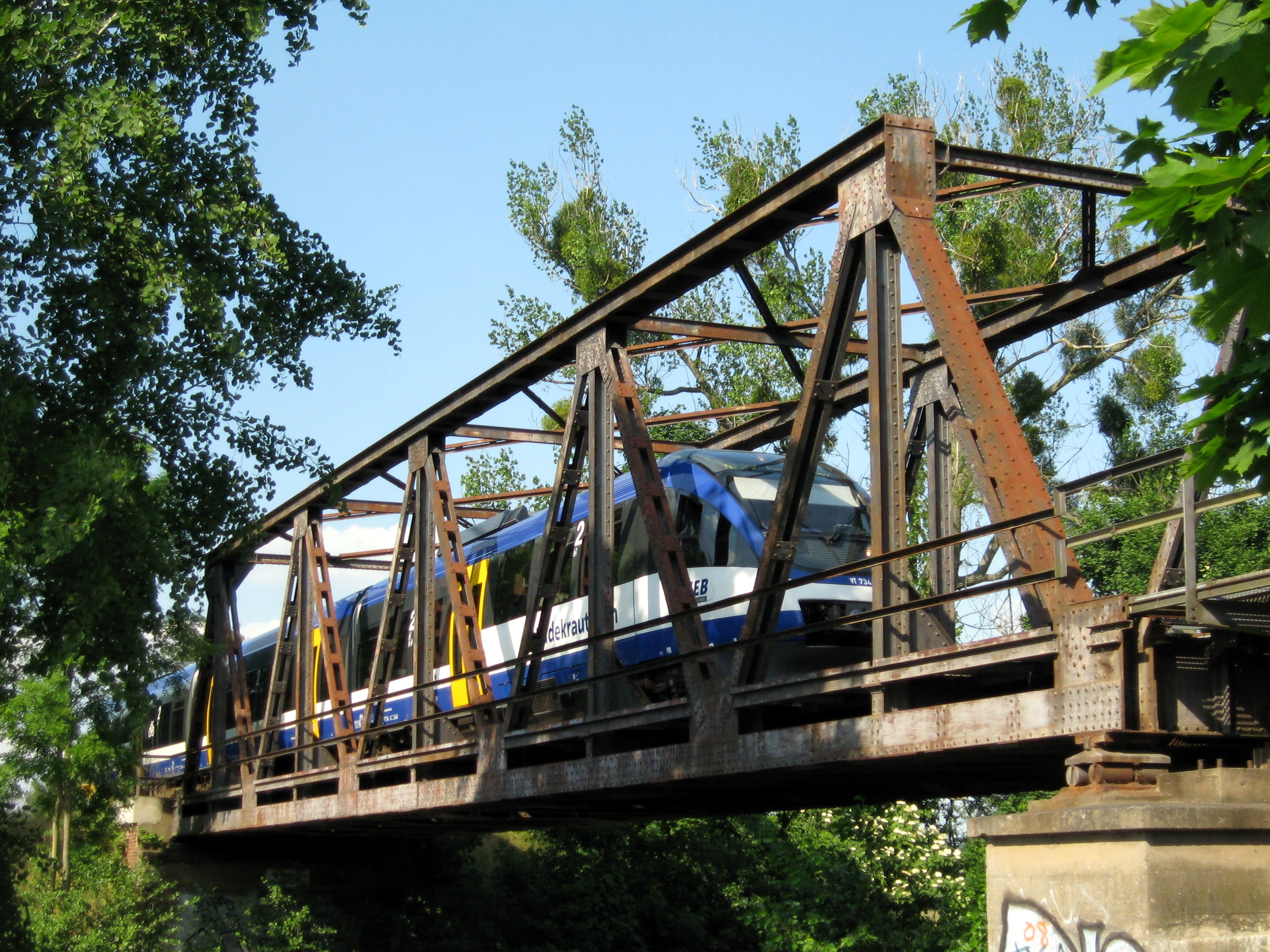
Talent-Triebzug der NEB auf der Finowkanal-Brücke bei Zerpenschleuse

Die Strecke ist in den Verkehrsverbund Berlin-Brandenburg (VBB) integriert, der den Betrieb der Strecke 2004 erstmals ausschrieb. Da die DB Regio die Betriebsdurchführung weiterhin in ihrer Hand behalten wollte, versuchte sie mit einer extra gegründeten Gesellschaft, der DB Heidekrautbahn, nach Vorbild des konzerneigenen Konzepts RegioNetz die Ausschreibung zu gewinnen. Letztendlich gewann jedoch die Niederbarnimer Eisenbahn (NEB) die Heidekrautbahn zurück und betreibt diese seit Dezember 2005 wieder in Eigenregie. Dazu wurde eine eigene Betriebsgesellschaft, die NEB Betriebsgesellschaft GmbH, gegründet. Heute werden Triebwagen des Typs Talent eingesetzt.
Der VBB plante anlässlich des Fahrplanwechsels im Dezember 2006 den Abschnitt Wensickendorf–Basdorf abzubestellen, die Einstellung des Betriebes konnte jedoch verhindert werden. Vom 16. April bis 31. Dezember 2007 wurde wieder ein probeweiser Zugverkehr an Werktagen bis Zehlendorf durchgeführt.
Die Zugkreuzungen finden in Basdorf halbstündlich statt, auf den beiden Außenästen ergeben sich so die Symmetrieminuten :11 und :41. Diese Symmetriezeit weicht von den in Deutschland bei Taktfahrplänen üblichen Minuten :29/:59 erheblich ab. Dadurch können bei über den Nahverkehr hinausgehenden Reisen unterschiedlich lange Umsteigezeiten mit einer Differenz von über 20 Minuten zwischen beiden Richtungen entstehen.

### Museumsverkehr

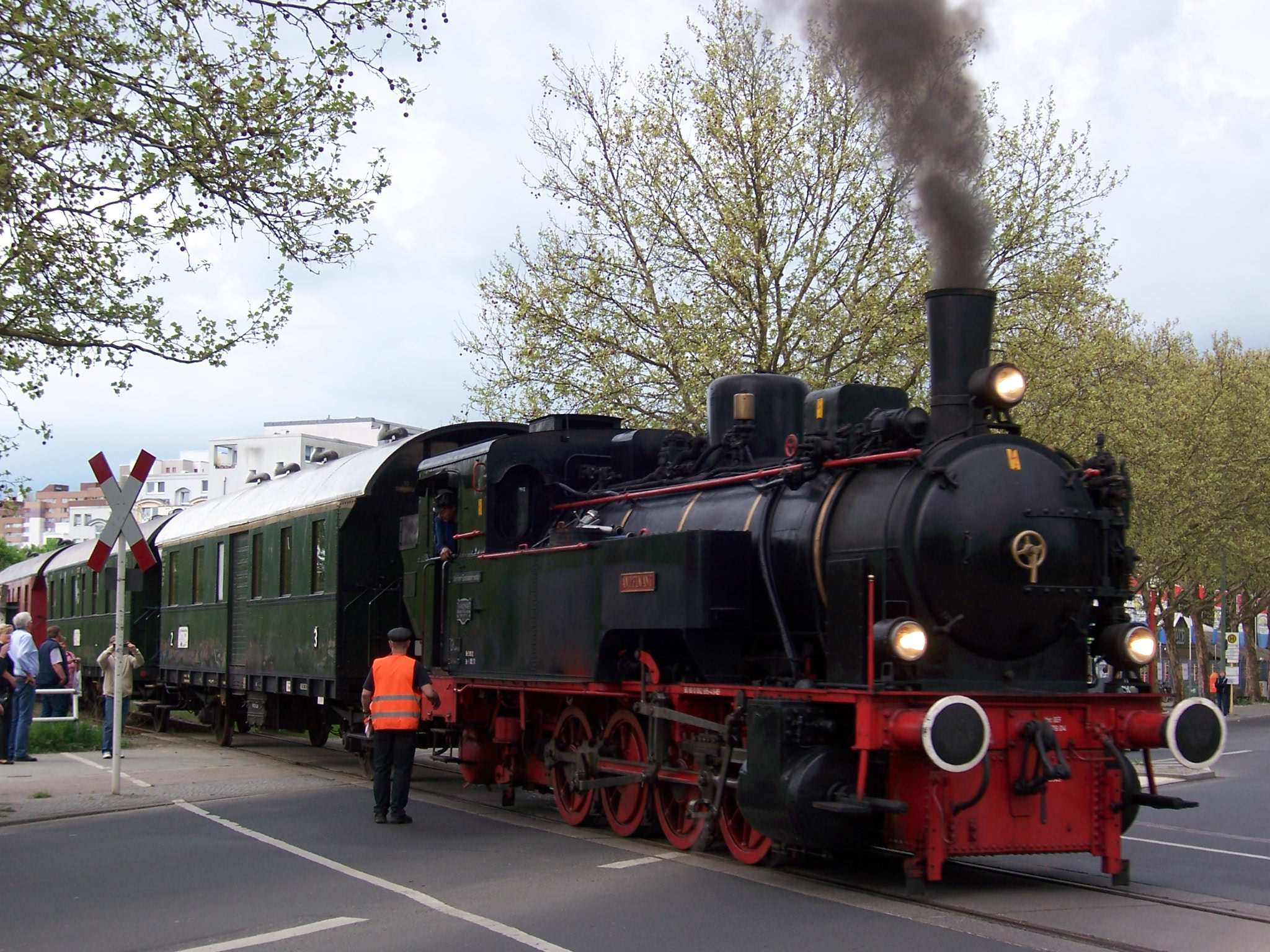
Dampfzug-Sonderfahrt am Wilhelmsruher Damm, 9. Mai 2013

Seit dem 1. September 1990 veranstaltet der 1978 gegründete Verein Berliner Eisenbahnfreunde e. V. auf dem für den Personenverkehr ungenutzten südlichen Streckenabschnitt der Heidekrautbahn Museumsfahrten. Der Betrieb erfolgt teilweise mit Dampflokomotiven, Schienenbus und anderen historischen Fahrzeugen ab dem provisorischen Haltepunkt Märkisches Viertel am Wilhelmsruher Damm, der unweit des ehemaligen Bahnhofs Berlin-Rosenthal gelegen ist. Besonders gern führen die ehrenamtlichen Lokführer, Heizer und Schaffner von den Bahninteressenten gut angenommene Traditionsfahrten mit einer aus dem österreichischen Kohleabbaugebiet Ampflwang erworbenen Hanomag Typ L 4906-Dampflokomotive durch.
Die Freunde der Eisenbahn hatten bereits in den 1980er Jahren auf dem stillgelegten Ast der Industriebahn in Lübars/Tegel den Museumsfahrbetrieb eröffnet. Auf dem Gelände des zentralen Bahnbetriebswerkes Basdorf befindet sich heute der Hauptsitz des Vereins, der hier seit 1996 das Heidekrautbahn-Museum betreibt. Prachtstücke der Ausstellung sind ein Waggon von 1875, ein aus Lottomitteln gespendeter Schienenbus VT 95 der Deutschen Bundesbahn, Diesellokomotiven, ein in Rekonstruktion befindlicher Salonwagen. Das kleine Museum hat nur im Sommer geöffnet, da seine Hallen und der Ausstellungsraum nicht beheizt sind.
Bis zum Jahr 2003 veranstalteten die Berliner Eisenbahnfreunde auch den Wochenendverkehr zum Bauernmarkt Schmachtenhagen vom Märkischen Viertel aus. Danach wurde der Zugbetrieb ab Karow von DB Regio und später von der NEB selbst in den regulären Fahrplan übernommen. Zusätzliche Sonderfahrten nach Schmachtenhagen vom Märkischen Viertel aus wurden bis November 2005 von den Eisenbahnfreunden vorgenommen. Diese hatten durch ihr Engagement die Wiederbelebung des Streckenasts nach Wensickendorf und seine Verlängerung nach Schmachtenhagen angeregt und den Betrieb eröffnet. Die Strecke Wensickendorf–Schmachtenhagen ist die einzige Regionalbahnstrecke in Brandenburg, die nach 1990 neu in Betrieb ging.